# Castiarina williamsi
Castiarina williamsi es una especie de escarabajo barrenador metálico del género Castiarina, categorizada en la tribu Stigmoderini, de la subfamilia Buprestinae.

## Distribución
Se distribuye por Australasia.

## Taxonomía
Fue descrita científicamente por Barker en 1988.
Tratamiento taxonómico
La especie aparece registrada y publicada en Contributions to the taxonomy of Stigmodera (Castiarina) (Coleoptera: Buprestidae). Transactions of the Royal Society of South Australia 112(3):133-142. (1988).